# Massaker von Ortabağ
Das Massaker von Ortabağ (türkisch Ortabağ katliamı) ereignete sich bei einem Anschlag der Arbeiterpartei Kurdistans am 22. Januar 1987 auf das kurdische Dorf Ortabağ im Landkreis Uludere im Südosten der Türkei nahe der türkisch-irakischen Grenze. Zum Datum des Ereignisses gibt es abweichende Angaben.

## Hintergrund
Die PKK führte in den 1980er Jahren den bewaffneten Kampf gegen Kurden, die sie als Kollaborateure und Verräter betrachtete. Dabei überfiel sie kurdische Dörfer, in denen Männer, die sich als Dorfschützer hatten anwerben lassen, mit ihren Familien lebten. Beispiele für solche Überfälle sind die Massaker von Açıkyol, Kılıçkaya und Pınarcık, die sich allesamt im Jahr 1987 ereigneten.

## Hergang
Nach der Schilderung eines damals 10-jährigen Überlebenden, der Vater und Mutter und mehrere Geschwister verlor, präparierten die PKK-Kämpfer den Ofen der Familie mit Sprengstoff, der explodierte, als der Ofen angezündet wurde, nachdem die Familie von einer Hochzeit zurückgekommen sei. Bei dem Anschlag wurden acht Dorfbewohner getötet, darunter vier Frauen und zwei Kinder. Abweichende Darstellungen berichten, dass die Kämpfer auf das Dach kletterten und Handgranaten durch den Schornstein des Hauses warfen, in dem eine Hochzeit vorbereitet wurde.

## Tatbekenntnis
In der Sonderausgabe Nr. 12 der Parteizeitung Serxwebûn bekannte sich die PKK auf Seite 7 zu dem Überfall. In der Meldung hieß es:

„Bei einem Überfall auf Dorfschützer im Dorf Ortabağ in dem Landkreis Uludere, die sich bei einer Versammlung befanden, wurden am 22. Januar 1987 acht Dorfschützer getötet und zehn schwer verletzt.“